# المنشأة الدولية لتكنولوجيا معالجة الأغذية بالاشعاع
المنشأة الدولية لتكنولوجيا معالجة الأغذية بالاشعاع (IFFIT) هو مركز للأبحاث والتدريب بمعهد الأبحاث الذرية في مجال الزراعة بمدينة فاجينينجن بهولندا، تحت رعاية منظمة الأغذية والزراعة للأمم المتحدة (FAO)، والوكالة الدولية للطاقة الذرية (IAEA)، والوزارة الهولندية للزراعة والثروة السمكية.

## الأهداف
تهدف المنظمة إلى التصدي لفقدان الأغذية وسلامتها في البلدان النامية من خلال تسريع البداية العملية لعملية معالجة الأغذية بالاشعاع، وتحقق ذلك عن طريق التدريب والمبادرات والأبحاث ودراسات الجدوى.

تأسست المنشأة عام 1978 وصارت تعمل حتى عام 1990 وتدرب فيها أكثر من أربعمائة موظف رئيس من أكثر من 50 دولة خلال تلك الاثنتي عشر سنة في مجالات معالجة الأغذية بالاشعاع، مما ساهم كثيرًا في تطوير واستخدام عملية المعالجة. نظمت المنشأة بحوثًا في مجال التكنولوجيا والاقتصاد وتنفيذ معالجة الأغذية بالاشعاع، وساعدت في تقييم جدوى استخدام الإشعاع لحفظ المواد الغذائية، وتقييم شحنات التجربة للمواد المعالجة بالاشعاع.